# Внутренняя служба
Внутренняя служба — повседневная деятельность в воинских частях (подразделениях), на военных кораблях, в штабах, управлениях, учреждениях и военно-учебных заведениях. 
Внутренняя служба предназначена для следующих целей:
- поддержание постоянной боевой и мобилизационной готовности;
- поддержание высокой воинской дисциплины;
- поддержание уставного внутреннего порядка;
- обеспечение нормальных условий жизни, быта и учёбы военнослужащих;
- организации порядка и охраны в расположении воинской части (на корабле).

Внутренняя служба представляет собой составную часть службы войск.

## Законодательная основа Внутренней службы
Нормативно-правовыми актами регламентирующими порядок выполнения Внутренней службы в ВС СССР и ВС РФ являлись и является Устав внутренней службы (УВС). На кораблях ВМФ дополнительным нормативно-правовым актом является Корабельный устав.
Устав внутренней службы регламентирует и определяет следующие положения:
- общие обязанности военнослужащих и взаимоотношения между начальниками и подчинёнными, старшими и младшими;
- обязанности должностных лиц части (подразделения);
- основные положения по размещению и распорядку дня, всестороннее обеспечение личного состава части (корабля);
- состав и обязанности лиц суточного наряда;
- организация внутренней службы в парках, учебных центрах, лагерях и при транспортировке войск;
- порядок подъёма войск по боевой тревоге и при сборе;
- основные санитарно-гигиенические мероприятия по сохранению здоровья военнослужащих.

В иностранных армиях Внутренняя служба регламентируется специальными наставлениями и уставами.
К примеру в Армии США наставлением аналогичным Уставу внутренней службы является «Руководство офицера» и «Руководство солдата». 